# 写楽 (吹奏楽曲)
『写楽』（しゃらく、Sharaku）は、2003年に大津シンフォニックバンドの委嘱で高橋伸哉が作曲した吹奏楽曲。

## 概略
2003年に大津シンフォニックバンドの委嘱で吹奏楽コンクール自由曲として作曲され、同年8月に第39回滋賀県吹奏楽コンクールで特別演奏にて初演された。また、同年に行われた第51回全日本吹奏楽コンクールでは自由曲として演奏され、銀賞を受賞した。この時、大津シンフォニックバンドは初の銀賞を受賞したため、出れば金賞の記録が途絶えた。
全日本吹奏楽コンクールでは前述の大津シンフォニックバンドも含め、自由曲として3回演奏されているが、2010年現在で金賞を受賞している団体は1つもない。2004年に四日市市立内部中学校が初出場して銅賞、2008年にNTT西日本中国吹奏楽クラブが銀賞に終わっている。
この曲は、江戸寛政期に突如現れ、約10か月間に140点余りの作品を残して忽然と姿を消した浮世絵師、東洲斎写楽のイメージから作られている。写楽の浮世絵の世界やその舞台となった歌舞伎の世界、謎に満ちた写楽自身の姿を表現した作品、しかも2003年は歌舞伎誕生400年目にあたる節目の年だった。

## 曲の構成
曲は4つの部分から成り立っている。
- 第1部：「市川鰕蔵の竹村定之助」
- 第2部：「二代目坂東三津五郎の石井源蔵」と「三代目坂田半五郎の藤川水右衛門」
- 第3部：「二代目瀬川富三郎の大岸蔵人妻やどり木と中村万世の腰元若草」
- 第4部：「三代目大谷鬼次の奴江戸兵衛」と「市川男女蔵の奴一平」

冒頭のトランペットソロを始めとして、数多くのソロが登場する第1部、登場する各二人の対比を意識的に描いた第2部・第3部、「三代目大谷鬼次の奴江戸兵衛」の大きく広げられた5本指を強烈に表現したスピード感あふれる5拍子の第4部と成り立っている。

## 編成
打楽器の編成に入っている「ツケ」は厚めの木製の板に拍子木のような角材を打ち付ける歌舞伎で使われる効果音である。
| 木管 | 木管                      | 金管 | 金管               | 弦・打 | 弦・打                                                                           |
| ---- | ------------------------- | ---- | ------------------ | ------ | -------------------------------------------------------------------------------- |
| Fl.  | 2, Picc.                  | Tp.  | 3                  | Cb.    | ●                                                                                |
| Ob.  | 1                         | Hr.  | 4                  | Timp.  | ●                                                                                |
| Fg.  | 1                         | Tbn. | 2, Bass (3rd Tbn.) | 他     | Sleigh Bells, Tri., S.C., B.D., ツケ, 拍子木, 締太鼓, Glock., Xylo., Vib., Mari. |
| Cl.  | 3, E♭, Alto, Bass, C-Bass | Eup. | ●                  | 他     | Sleigh Bells, Tri., S.C., B.D., ツケ, 拍子木, 締太鼓, Glock., Xylo., Vib., Mari. |
| Sax. | Alt. 2 Ten. 1 Bar. 1      | Tub. | ●                  | 他     | Sleigh Bells, Tri., S.C., B.D., ツケ, 拍子木, 締太鼓, Glock., Xylo., Vib., Mari. |